# Обианг Мангу, Теодор Нгема
Теодоро Нгема Обианг Манге  (исп. Teodoro Nguema Obiang Mangue; род. 25 июня 1969) — политик Экваториальной Гвинеи, с 22 июня 2016 года — первый вице-президент страны. Он является сыном Президента Экваториальной Гвинеи Теодоро Обианг Нгема Мбасого и его первой жены, Констанции Манге Нсуе Окомо. В течение многих лет он занимал пост министра сельского и лесного хозяйства в правительстве своего отца, а затем был назначен вторым вице-президентом, отвечающим за оборону и безопасность, в мае 2012 года. Он был назначен на должность первого вице-президента в июне 2016 года. Известный своим роскошным образом жизни, он был объектом ряда международных уголовных обвинений и санкций за предполагаемые растраты и коррупцию. Его состояние составляет 600 миллионов долларов, включая яхту, частные самолёты и автомобили класса люкс.

## Образование
Теодоро Нгема Обианг Манге учился в Л’Эколь-де-Рош в Нормандии, французской частной школе. Он зарегистрировался для поступления в Университет Пеппердина в Малибу, Калифорния, и проучился там 5 месяцев. Однако, по данным газеты «Таймс», Теодоро Нгема Обианг Манге окончил этот университет.

## Политическая карьера и возможный преемник отца
В 1990-е годы Обианг занимал пост советника президента, а затем — министра сельского и лесного хозяйства в течение 15 лет.
В 2005 году поступило сообщение о том, что Обианг может стать вице-президентом Экваториальной Гвинеи, что, согласно Конституции, позволит ему стать президентом страны после выхода отца на пенсию. В конечном итоге 21 мая 2012 года был назначен на пост второго вице-президента, отвечающего за оборону и безопасность, вместе с бывшим премьер-министром Игнасио Миламом Тангом, который стал первым вице-президентом. Проведя 4 года в качестве второго вице-президента, он был назначен на должность первого вице-президента, оставаясь возглавлять оборону и безопасность до 22 июня 2016 года. В результате этого шага он стал фактическим преемником отца. Этот шаг последовал за переизбранием его отца на президентских выборах в апреле 2016 года.

### Санкции Великобритании
22 июля 2021 года Соединённое Королевство ввело санкции в отношении Нгемы за расходы на «расточительный образ жизни», который он тратил, среди прочего, на особняки, частные самолёты и многое другое. В ответ министр иностранных дел Экваториальной Гвинеи Симеон Ойоно Эсоно Ангуэ объявил о закрытии посольства страны в Лондоне, поскольку британское правительство ввело санкции против Нгемы. Министр заявил, что это была первая мера и что Экваториальная Гвинея «не допустит вмешательства во внутренние дела».